# Álvaro Vital Brazil
Álvaro Vital Brazil (São Paulo, 1909 - Rio de Janeiro, 9 de agosto de 1997) foi um arquiteto e engenheiro brasileiro. 

## Biografia
Álvaro é filho do médico imunologista e pesquisador biomédico brasileiro de renome internacional Vital Brazil.
Em 1933, gradua-se em engenharia na Escola Politécnica da Universidade Federal do Rio de Janeiro e em arquitetura na Escola Nacional de Belas Artes. Associa-se a Adhemar Marinho (1909) em um escritório de arquitetura e engenharia, onde desenvolve inicialmente projetos residenciais. De maneira precoce vencem o concurso de anteprojetos para um edifício de uso misto (comercial, residencial e escritórios) para a Usina de Açúcar Esther Ltda. na Praça da República, em São Paulo. 
Concebido segundo os princípios do racionalismo funcionalista o Edifício Esther, 1936, ao lado do edifício da Associação Brasileira de Imprensa - ABI e do edifício sede do Ministério da Educação e Saúde - MES, ambos no Rio de Janeiro, se converte em uma das obras fundamentais da arquitetura moderna brasileira. 
Ao estabelecer-se em São Paulo, o arquiteto se afilia aos Congressos Internacionais de Arquitetura Moderna - CIAM, ao Clube de Engenharia e ao Instituto de Arquitetos do Brasil - IAB.
Nesse período, seus projetos e obras são publicados nos principais meios de difusão da arquitetura moderna no país: a revista de Engenharia da Prefeitura - PDF e a Revista de Arquitetura da ENBA.
Em 1938 regressa ao Rio de Janeiro para desenhar e coordenar a construção do edifício sede do Instituto Vital Brazil, 1942, fundado em 1919 por seu pai: o médico e cientista Vital Brazil Mineiro da Campanha. Em Niterói, desenha outras importantes obras, como três escolas públicas e a Estação Central Ferroviária. Posteriormente, como chefe do Serviço de Projetos e Construções do Serviço Especial de Mobilização de Trabalhadores para a Amazônia - SEMTA, projeta e dá seguimento à construção de pousadas nas regiões Norte e Nordeste do Brasil, a Base Aérea de Manaus, 1944, e a estação do Aeroporto de Belém, 1945. 
Em 1943 o Edifício Esther, as escolas de Niterói e o Instituto Vital Brazil se incluem na exposição Brazil Builds: Architecture New and Old; 1652-1942, no Museum of Modern Art - MoMA de Nova York.
Em 1946 desenha a sede do Banco da Lavoura de Minas Gerais S. A., em Belo Horizonte, e o edifício Clemente de Faria, que origina una série de projetos comerciais e empresariais dos anos 1940 e 1950. Em 1951 essa obra recebe um premio na 1ª Bienal Internacional de São Paulo, na categoria de "edifícios de uso comercial". Nos anos 1960 desenha importantes obras, como os Estaleiros da EMAQ - Engenharia de Máquinas S. A, 1966, no Rio de Janeiro, e lhe dedicam um suplemento especial no primeiro número da Revista ABA - Arquitetura Brasileira do Ano, com um ensaio crítico de Henrique E. Mindlin (1911 - 1971).
Sua última obra é o edifício Vital Brazil, 1978, um bloco de salas comerciais e garagens no Rio de Janeiro. Em 1986 é publicado um livro com sua obra: Álvaro Vital Brazil: 50 Anos de Arquitetura, obra que o arquiteto Salvador Candia (1924 - 1991), na apresentação, define como uma "lição de equilíbrio, serenidade e amor a ordem construtiva arquitetônica".